# Centralen för audiovisuell kultur

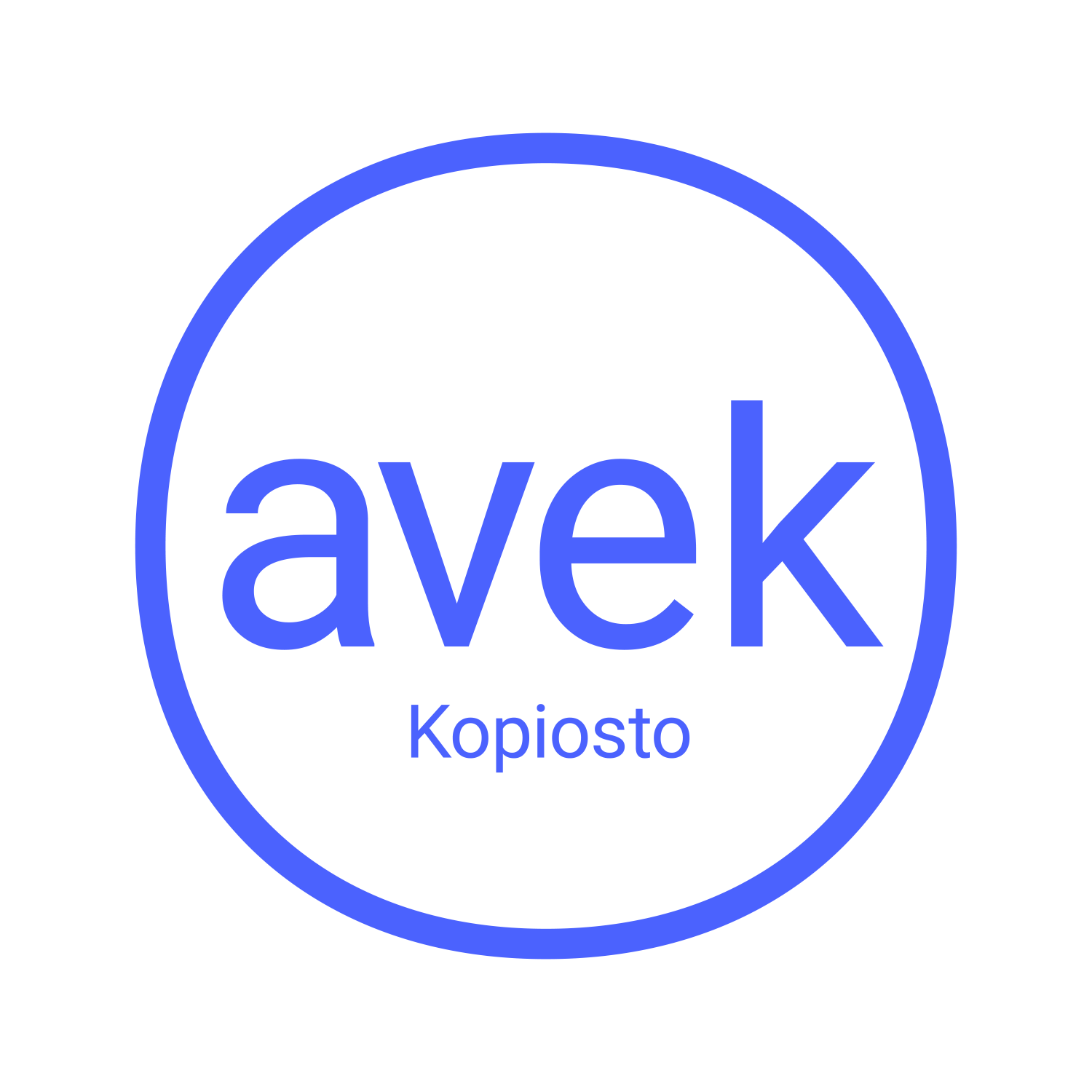
AVEK:s logotyp

Centralen för audiovisuell kultur (finska: Audiovisuaalisen kulttuurin edistämiskeskus, AVEK) är en finländsk organisation som arbetar för att främja finländsk audiovisuell kultur och grundades 1987. 
AVEK, som verkar i anslutning till upphovsrättsorganisationen Kopiosto, använder upphovsrättsersättningar för stödjande av produktion och distribution av audiovisuella program, för fortbildning och kompletterande utbildning åt dem som är verksamma i den audiovisuella branschen samt för stödjande av festivaler och annan audiovisuell kultur.